# Nikos Perakis
Níkos Perákis (Νίκος Περάκης) (Alexandria, 11 de setembre de 1944) és un director, guionista, actor i productor grec.

## Biografia
Va assistir a l'institut a Atenes i després va marxar a estudiar a l'Acadèmia de Belles Arts de Múnic entre 1962 i 1965. Per això va començar la seva carrera a Alemanya, com a dissenyador teatral i director artístic i després com a director. També va treballar per al Bayerischer Rundfunk i els Bavaria Filmstudios.
La dictadura dels coronels el va obligar a romandre més temps del previst a Alemanya. Va tornar a Grècia el 1978 on va continuar la seva carrera. El seu major èxit va ser Lúfa kai parallagi estrenada al 35è Festival Internacional de Cinema de Berlín. Va continuar amb una seqüela el 2005 Lúfa kai parallagi: Seirines sto Aigaio, una sèrie de televisió el 2005 i una nova seqüela el 2011 Lúfa kai parallagi: Seirines sti steria.

## Filmografia
- Lina Braake (dir. Bernhard Sinkel, 1975)
- Bomber & Paganini (1976)
- Milo Milo (1979)
- Arpa Colla (1982)
- Lúfa kai parallagi (1984)
- Vios kai politeia (1987)
- Prostatis oikogenias (1997)
- Thiliki etairia (1999}
- I Fúska (2001)
- H Lisa kai oloi oi alloi (2003)
- Lúfa kai parallagi: Seirines sto Aigaio (2005)
- Psyxraimia (2007)
- Artherapy (2010)